# راشد الرهیب
راشد الرهیب (عربی: راشد الرهيب؛ زادهٔ ۲ مارس ۱۹۸۴) بازیکن فوتبال اهل عربستان سعودی است.
از باشگاه‌هایی که در آن بازی کرده‌است می‌توان به باشگاه فوتبال الاتفاق، باشگاه فوتبال الاتحاد و باشگاه فوتبال هجر اشاره کرد.
وی همچنین در تیم ملی فوتبال عربستان سعودی بازی کرده‌است.